# Limnoria reniculus
Limnoria reniculus là một loài chân đều trong họ Limnoriidae. Loài này được Schotte miêu tả khoa học năm 1989.